# الحمادة (عفيف)
مركز الحمادة هو مركزٌ إداري تابعٌ لمحافظة عفيف في منطقة الرياض ، يقع المركز شمال محافظة عفيف بمسافة نحو (50) كم، على الطريق الرابط بين محافظة عفيف ومحافظة ضرية ويبعد عن محافظة ضرية نحو 55 كم.